# LiveLeak
LiveLeak és un lloc web on els usuaris poden penjar i compartir vídeos ubicat a Londres, Regne Unit. El web va ser fundat el 31 d'octubre del 2006, inicialment com a versió més lleugera d'Orgish.com, un web de contingut extrem. Pretén divulgar continguts relacionats amb fets actuals i posar-los en mans del periodisme ciutadà. Hayden Hewitt és l'únic dels quatre fundadors la identitat del qual és pública. LiveLeak ha causat controvèrsia de forma reiterada degut als continguts de violència extrema que s'han públicat al web.

## Controvèrsia
La pàgina web ha causat controvèrsia degut a vídeos on es mostra violència explícita. Un primer cas fou quan el 2007 es va filtrar a LiveLeak l'execució de Saddam Hussein de forma no autoritzada. Liveleak La situació va despertar respostes del llavors Secretari de Premsa de la Casa Blanca Tony Snow i del llavors també Primer Ministre del Regne Unit, Tony Blair.
LiveLeak va tornar a estar al punt de mira el març de 2008, quan va exposar la pel·lícula anti-Alcorà Fitna, realitzada pel polític holandés Geert Wilders. Aquest fet despertà amenaçes violentes en direcció a Hyden Hewitt i altres treballadors de la plataforma.
Més recentment, un vídeo de l'execucció del periodista americà James Foley va aparèixer a LiveLeak. Com a resposta, la web va proclamar que no mostraria més decapitacions per part de l'Estat Islàmic.